# Herrarnas räck i gymnastik vid olympiska sommarspelen 2024
Herrarnas räck i gymnastik vid olympiska sommarspelen 2024 avgjordes den 27 juli och 5 augusti 2024 i Percy Arena i Paris. 67 gymnaster från 31 nationer deltog i kvalet varifrån 8 idrottare från 7 nationer tog sig till finalen. Det var 27:e gången grenen fanns med i ett OS. Den introducerades vid olympiska spelen 1896 och den har funnits med i varje OS sedan 1924.
Herrarnas räck avgjordes i två rundor, kval och final. I kvalrundan, som fungerade som kval för alla grenar inom manlig artistisk gymnastik, rankades de 67 gymnasterna som genomförde en övning i räck för grenen och de som hamnade på de första 8 platserna, med max två från samma nation, tog sig vidare till finalen. I finalen raderades kvalets resultat och gymnasterna återigen genomförde en övning.
I finalen fick Shinnosuke Oka och Ángel Barajas samma poäng (14,533) men Oka hade högre E-poäng (genomförande) och därför gick guldet till honom. Tang Chia-hung och Zhang Boheng fick också samma poäng (13,966) men eftersom de hade samma E-poäng gick det inte att sära på dem och därför hamnade de båda på bonsplats.

## Deltagare
Totalt fanns det 96 kvotplatser till manlig artistisk gymnastik vid OS 2024. De nationella olympiska kommittérna kunde kvalificera med max 5 gymnaster (plus tre reserver).
De 12 nationerna som kvalificerade sig till lagtävlingen fick skicka 5 gymnaster var till tävlingen, vilket totalt var 60 av 96 kvotplatser. De nationerna var de tre bästa lagen vid världsmästerskapen i artistisk gymnastik 2022 (Kina, Japan och Storbritannien) och de nio bästa lagen (exklusive de som redan kvalificerat sig) vid världsmästerskapen 2023 (USA, Kanada, Tyskland, Italien, Schweiz, Spanien, Turkiet, Nederländerna och Ukraina).
De återstående 36 kvotplatserna delades ut individuellt.  Dessa platser fylldes genom olika kriterier baserade på bland annat världsmästerskapen 2023, FIG:s världscupserie i artistisk gymnastik 2024 och kontinentala mästerskap.
De 96 gymnasterna i herrarnas artistisk gymnastik hade rätt att delta i alla grenars kval förutom lagmångkampen. 62 gymnaster valde att delta i räckens kval och av dem tog sig 8 till finalen.

## Schema
Alla tider är CET.
| Datum     | Tid   | Omgång | Grupp   |
| --------- | ----- | ------ | ------- |
| 27 juli   | 11:00 | Kval   | grupp 1 |
| 27 juli   | 15:30 | Kval   | grupp 2 |
| 27 juli   | 20:00 | Kval   | grupp 3 |
| 5 augusti | 13:35 | Final  | –       |

## Kval
Av de 67 deltagande gymnasterna i räckets kval tog sig de åtta bästa, plus tre reserver, till finalen. Max två gymnaster från varje nation kunde gå till finalen.
| D-poäng | = Svårighetsgrad (Difficulty) |
| E-poäng | = Genomförande (Execution)    |

| Plac.     | Gymnast               | D-poäng | E-poäng | Straff | Totalt | Anm. |
| --------- | --------------------- | ------- | ------- | ------ | ------ | ---- |
| 1         | Zhang Boheng (CHN)    | 6,5     | 8,633   |        | 15,133 | Q    |
| 2         | Tang Chia-hung (TPE)  | 6,3     | 8,633   |        | 14,933 | Q    |
| 3         | Takaaki Sugino (JPN)  | 6,6     | 8,133   |        | 14,733 | Q    |
| 4         | Tin Srbić (CRO)       | 6,3     | 8,300   |        | 14,600 | Q    |
| 5         | Shinnosuke Oka (JPN)  | 5,9     | 8,633   |        | 14,533 | Q    |
| 6         | Ángel Barajas (COL)   | 6,7     | 7,766   |        | 14,466 | Q    |
| 7         | Su Weide (CHN)        | 6,0     | 8,400   |        | 14,400 | Q    |
| 8         | Marios Georgiou (CYP) | 5,9     | 8,466   |        | 14,366 | Q    |
| 9         | Yumin Abbadini (ITA)  | 5,9     | 8,300   |        | 14,200 | R1   |
| 10        | Joe Fraser (GBR)      | 6,4     | 7,800   |        | 14,200 | R2   |
| 11        | Fred Richard (USA)    | 5,8     | 8,366   |        | 14,166 | R3   |
| Referens: |                       |         |         |        |        |      |

Reserverna för finalen:
1. Yumin Abbadini (ITA)
2. Joe Fraser (GBR)
3. Fred Richard (USA)

## Final
| Plac.     | Gymnast               | D-poäng | E-poäng | Straff | Totalt |
| --------- | --------------------- | ------- | ------- | ------ | ------ |
| 1         | Shinnosuke Oka (JPN)  | 5,900   | 8,633   |        | 14,533 |
| 2         | Ángel Barajas (COL)   | 6,600   | 7,933   |        | 14,533 |
| 3         | Tang Chia-hung (TPE)  | 6,500   | 7,466   |        | 13,966 |
| 3         | Zhang Boheng (CHN)    | 6,500   | 7,466   |        | 13,966 |
| 5         | Su Weide (CHN)        | 6,000   | 7,433   |        | 13,433 |
| 6         | Marios Georgiou (CYP) | 5,900   | 7,433   |        | 13,333 |
| 7         | Takaaki Sugino (JPN)  | 5,800   | 5,833   |        | 12,266 |
| 8         | Tin Srbić (CRO)       | 5,500   | 5,833   |        | 11,333 |
| Referens: |                       |         |         |        |        |